# Heinrich III. (Nassau)

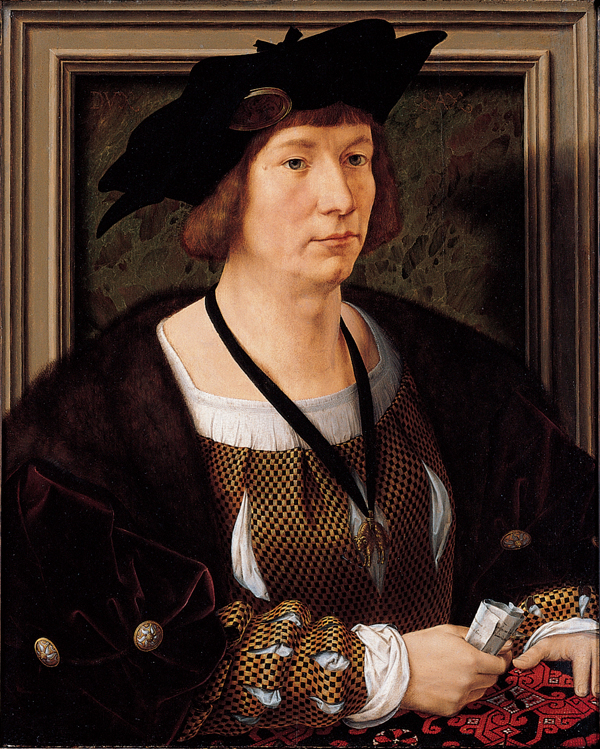
Graf Heinrich III. von Nassau

Heinrich III. von Nassau (* 12. Januar 1483 in Siegen; † 14. September 1538 in Breda) war Graf von Nassau und Herr von Breda.

## Leben
Heinrich III. war der älteste Sohn des Grafen Johann V. von Nassau-Dillenburg (1455–1516) aus dem Haus Nassau, der Statthalter von Geldern war, und der Elisabeth von Hessen (1466–1523). Während Heinrich 1504 von Engelbert II. die reichen niederländischen Besitzungen Nassaus erbte, wurde sein jüngerer Bruder Wilhelm der Reiche Graf von Nassau-Dillenburg. In den Jahren 1515 bis 1521 war Heinrich III. Statthalter von Holland und Seeland in Diensten der Habsburger. Auch hatte er an der Erziehung von Kaiser Karl V. mitgewirkt, womit er das bis zum Beginn des Niederländischen Unabhängigkeitskrieges traditionell gute Verhältnis zwischen den Nassauern und den Habsburgern begründete.
Heinrich III. war ein Kunstsammler und Mäzen, der unter anderem Jan Gossaert, Bernard van Orley und Jan van Scorel förderte. Möglicherweise hat er auch den Garten der Lüste von Hieronymus Bosch in Auftrag gegeben. Dieses Kunstwerk befand sich zeitweise in seinem Palast in Brüssel.
Heinrich III. heiratete dreimal:

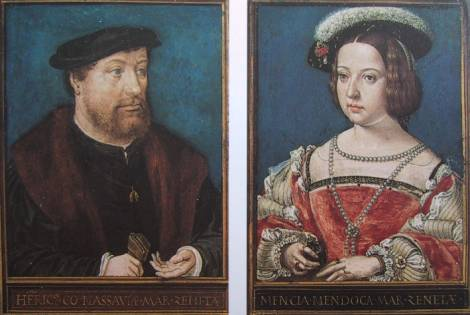
Heinrich III. und seine dritte Ehefrau Mencia de Mendoza

- 1503 Françoise Louise von Savoyen (1485–1511), Tochter von Jakob von Savoyen
- 1515 Claude von Chalon (1498–1521), von dieser hatte er den Sohn Renatus (1519–1544), der 1530 das Erbe von Claudes Bruder Philibert als Fürst von Orange antrat
- 1524 Mencía de Mendoza y Fonseca (1508–1554)

Mencía überlebte Heinrich und heiratete später Ferdinand von Aragonien, den Herzog von Kalabrien.